# قطعة 2 يورو
قطعة €2 يورو هي قطعة اليورو النقدية الثامنة المتداولة (بترتيب تصاعدي للقيمة)، والقطعة ذات القيمة الأعلى. وهي صادرة عن دول منطقة اليورو والدول التي أبرمت اتفاقيات مع السلطات الأوروبية (أندورا وموناكو وسان مارينو والفاتيكان)، والتي تصدرها حاليًا 23 دولة. صدرت منذ عام 1999، وقد تم تداولها عام 2002 في البلدان التي اعتمدت اليورو. وهي القطعة النقدية الوحيدة التي يمكن استخدامها كعملة تذكارية.
اعتبارًا من 1 يناير 2020، هناك 6,592,142,897  عملة معدنية €2 يورو متداولة داخل منطقة اليورو، بقيمة إجمالية تقارب 13 مليار يورو.

## مكونات وقياسات القطعة
يتكون قلبها من 3 طبقات: نيكل نحاسي / نيكل / نيكل نحاسي. الحلقة مصنوعة من النيكل والنحاس. يحمي طلاء النيكل الجزء من التآكل ويعطيه خصائص كهربائية ومغناطيسية دقيقة (من أجل التعرف عليها من قبل أنظمة الدفع العامة). يتم إصدار العملة بوجه عكسي مشترك لجميع الدول التي تصدر عملات اليورو. يتم ضرب العملة بضربة ميدالية، مما يعني أن وجهي العملة يظهران في نفس الاتجاه إذا تم تدويرهما على محورها العمودي. الحافة مخططة بدقة في كل مكان. على عكس عملات اليورو الأخرى، وتبقى نقوشها ليست متطابقة لجميع البلدان التي تصدر عملات اليورو .
يبلغ قطرها 25.75 ملم وسمكها 2.20 ملم وكتلها 8.5 جرام.